# Віндзор (округ Індіан-Рівер, Флорида)
Віндзор (англ. Windsor) — переписна місцевість (CDP) в США, в окрузі Індіан-Рівер штату Флорида. Населення — 330 осіб (2020).

## Географія
Віндзор розташований за координатами 27°47′12″ пн. ш. 80°24′50″ зх. д. / 27.78667° пн. ш. 80.41389° зх. д. (27.786757, -80.413984).  За даними Бюро перепису населення США в 2010 році переписна місцевість мала площу 2,27 км², уся площа — суходіл.

## Демографія
Згідно з переписом 2010 року, у переписній місцевості мешкало 256 осіб у 120 домогосподарствах у складі 99 родин. Густота населення становила 113 осіб/км².  Було 234 помешкання (103/км²).
Расовий склад населення:
| - 97,7 % — білих - 0,8 % — корінних американців - 0,4 % — азіатів |

До двох чи більше рас належало 1,2 %. Частка іспаномовних становила 2,3 % від усіх жителів.
За віковим діапазоном населення розподілялося таким чином: 9,0 % — особи молодші 18 років, 43,0 % — особи у віці 18—64 років, 48,0 % — особи у віці 65 років та старші. Медіана віку мешканця становила 64,0 року. На 100 осіб жіночої статі у переписній місцевості припадало 91,0 чоловіків;  на 100 жінок у віці від 18 років та старших — 92,6 чоловіків також старших 18 років.
Цивільне працевлаштоване населення становило 45 осіб. Основні галузі зайнятості: фінанси, страхування та нерухомість — 64,4 %, роздрібна торгівля — 35,6 %.